# Рантрум
Рантрум (нім. Rantrum) — громада в Німеччині, розташована в землі Шлезвіг-Гольштейн. Входить до складу району Північна Фризія. Складова частина об'єднання громад Нордзе-Трене.
Площа — 13,72 км2. Населення становить 1877 ос. (станом на 31 грудня 2020).